# Denis Villeneuve
Denis Villeneuve [deni vilnöv] (* 3. ledna 1967 Trois-Rivières, Québec) je kanadský filmový scenárista a režisér. Tři jeho filmy získaly nejprestižnější kanadskou filmovou cenu Genie – Maelström (2001), Polytechnique (Polytechnika, 2010) a Incendies (Požáry, 2011). Snímek Incendies byl též nominován na Oscara za nejlepší cizojazyčný film.
Již jeho první film, dokument REW FFWD (1994), získal zvláštní cenu poroty na festivalu v Locarnu. Poté se věnoval zejména natáčení hudebních videoklipů. Jeho celovečerním debutem byl kolektivní projekt Cosmos z roku 1996. Za dva roky pak uvedl do kin již zcela vlastní dílo, film Un 32 août sur Terre (32. srpen na Zemi). Další snímek Maelström z roku získal pětadvacet festivalových cen, včetně ceny kritiky na filmovém festivalu v Berlíně.
Později se přesunul k akčnímu a krimi žánru (zejm. Sicario) a byl proto vybrán jako režisér sequelu kultovní sci-fi Blade Runner pod názvem Blade Runner 2049, jehož vstup do kin byl naplánován na říjen 2017.

## Filmografie

### Režie celovečerních filmů
- Cosmos (1996)
- 32. srpen na Zemi (1998)
- Maelström (2000)
- Další patro (2008)
- Polytechnika (2009)
- Požáry (2010)
- Zmizení (2013)
- Nepřítel (2013)
- Sicario: Nájemný vrah (2015)
- Příchozí (2016)
- Blade Runner 2049 (2017)
- Duna (2021)
- Duna: Část druhá (2024)

### Režie dokumentů
- REW–FFWD (1994)

### Scénář
- 32. srpen na Zemi (1998)
- Polytechnika (2009)
- Požáry (2010)